# Ливуд (Канзас)
Ливуд (енгл. Leawood) град је у америчкој савезној држави Канзас.

## Демографија
По попису из 2010. године број становника је 31.867, што је 4.211 (15,2%) становника више него 2000. године.
| Група             | 2000.          | 2010.          |
| Белци             | 26.039 (94,2%) | 28.861 (90,6%) |
| Афроамериканци    | 405 (1,5%)     | 613 (1,9%)     |
| Азијати           | 603 (2,2%)     | 1.209 (3,8%)   |
| Хиспаноамериканци | 360 (1,3%)     | 687 (2,2%)     |
| Укупно            | 27.656         | 31.867         |